# Dominick Argento
Dominick Argento (York, Pennsylvania, 1927. október 27. – Minneapolis, Minnesota, 2019. február 20.) Grammy-díjas
amerikai olasz (szicíliai) zeneszerző. Az 1975-ös zenei Pulitzer-díj győztese.